# 湖南城市学院
湖南城市学院（英語: Hunan City University）は、中国湖南省に本部を置く中国の公立大学。1970年創立、2002年大学設置。
2019年8月時点では、学校の面積は1,415畝、建築面積は58万平方メートル、生徒数約18,600余人、教職員1108人。

## 略歴
- 1970年春、湖南城市学院の起源は、に湖南省人民政府が設立した益陽地区師範専科学校。1971年5月、「益陽地区師資訓練班」と改称。1976年11月、「湖南師範学院益陽分院」と改称。1980年、「益陽師範専科学校」と改称。1992年8月、「益陽師範高等専科学校」と改称。

- 1978年10月、益陽基礎大学設立。1984年11月、「湖南城市建設専科学校」と改称。1994年、「湖南城建高等専科学校」と改称。

- 2002年3月、旧制湖南城建高等専科学校と益陽師範高等専科学校を併合し、新制の湖南城市学院となる。[2]

## 基礎データ

### 所在地
- 益陽市本部
- 朝陽校区

### 校訓
- 「品学兼修，知行統一」

### 校歌
- 「精英、従這裡揚帆啓程」。郭輝、成軒作詞·鄧東原作曲。[3]

## 組織
「学院」も「系」も日本の大学の学部にほぼ相当する。「学部」は「学院」と「系」の上の編成で、実体はなく、日本の「学部」とは位置付けが異なっている。妙訳がないのでそのまま記す。
- 建築·城市規劃学院
- 市政·測絵工程学院
- 土木工程学院
- 城市管理学院
- 商学院
- 信息科学·工程学院
- 数学·計算科学学院
- 文学院
- 外国語学院
- 通信·電子工程学院
- 化学·環境工程学院
- 体育学院
- 音楽学院
- 美術·芸術設計学院
- 機械·電気工程学院
- マルクス主義学院

## 附属機関

### 附属図書館
湖南城市学院図書館、蔵書数は全館合計で約167万冊

## 大学の人物一覧

### 教授
- 学長：李建奇
- 党委書記：李建華